# زاوية سيدي أحمد زروق البرنسي
زاوية سيدي أحمد زروق البرنسي أو زاوية سوق أوفلة هي إحدى الزوايا في الجزائر الواقعة في عرش آث وغليس في بلدية ثمقرة بدائرة شميني ضمن ولاية بجاية وجبال جرجرة ومنطقة القبائل، والتابعة لمنهاج الطريقة الرحمانية.

## التأسيس
تُعتبر «زاوية سيدي أحمد زروق البرنسي» إحدى الزوايا العشرين المتواجدة في إقليم ولاية بجاية
وقد قصد منطقة بجاية عام 1479م الموافق لعام 884هـ حيث كان له رفاق في زاوية سيدي يحي العيدلي · .
وكان له أتباع في منطقة سوق أوفلة أين أسس زاويته قبل مغادرتها بعد أقل من سنة في أواخر عام 1479م الموافق لعام 884هـ إلى القاهرة · .

## المهام
تُعتبر «زاوية سيدي أحمد زروق البرنسي» زاوية كبيرة من بين 9 زوايا كبيرة مازالت تؤدي مهمتها على أكمل وجه في ولاية بجاية، ويتلقى فيها حاليا 168 طالبا مختلف العلوم الشرعية · .
وتتكفل هذه الزاوية بتدريس الفقه وأحكام العبادة وتفسير القرآن والأحاديث النبوية، وفق المذهب المالكي ضمن المرجعية الدينية الجزائرية · .
وتتم متابعة عمل هذه الزاوية من طرف «مديرية الشؤون الدينية والأوقاف لولاية بجاية» التي تقدم لها الدعم اللازم وفق الإمكانيات المتاحة والتي توفرها الدولة الجزائرية · .
كما تؤدي هذه الزاوية، إلى جانب مهمتها المتمثلة في تدريس علوم الشريعة الإسلامية، دورا كبيرا في محاربة الآفات الاجتماعية المختلفة في منطقة القبائل · .
ذلك أن منطقة عروش زواوة معروفة منذ زمن بعيد في مساهمتها في نشر تعاليم الدين الإسلامي الحنيف من خلال الزوايا والمساجد المنتشرة على مستوى ولاية بجاية، مما عزز مكانة الإسلام في المنطقة بالإضافة إلى ترسيخ ثقافة التآخي والوئام والتضامن الإنساني وحب الوطن · .

## مكتبة الصور

موقع بلدية سوق أوفلة
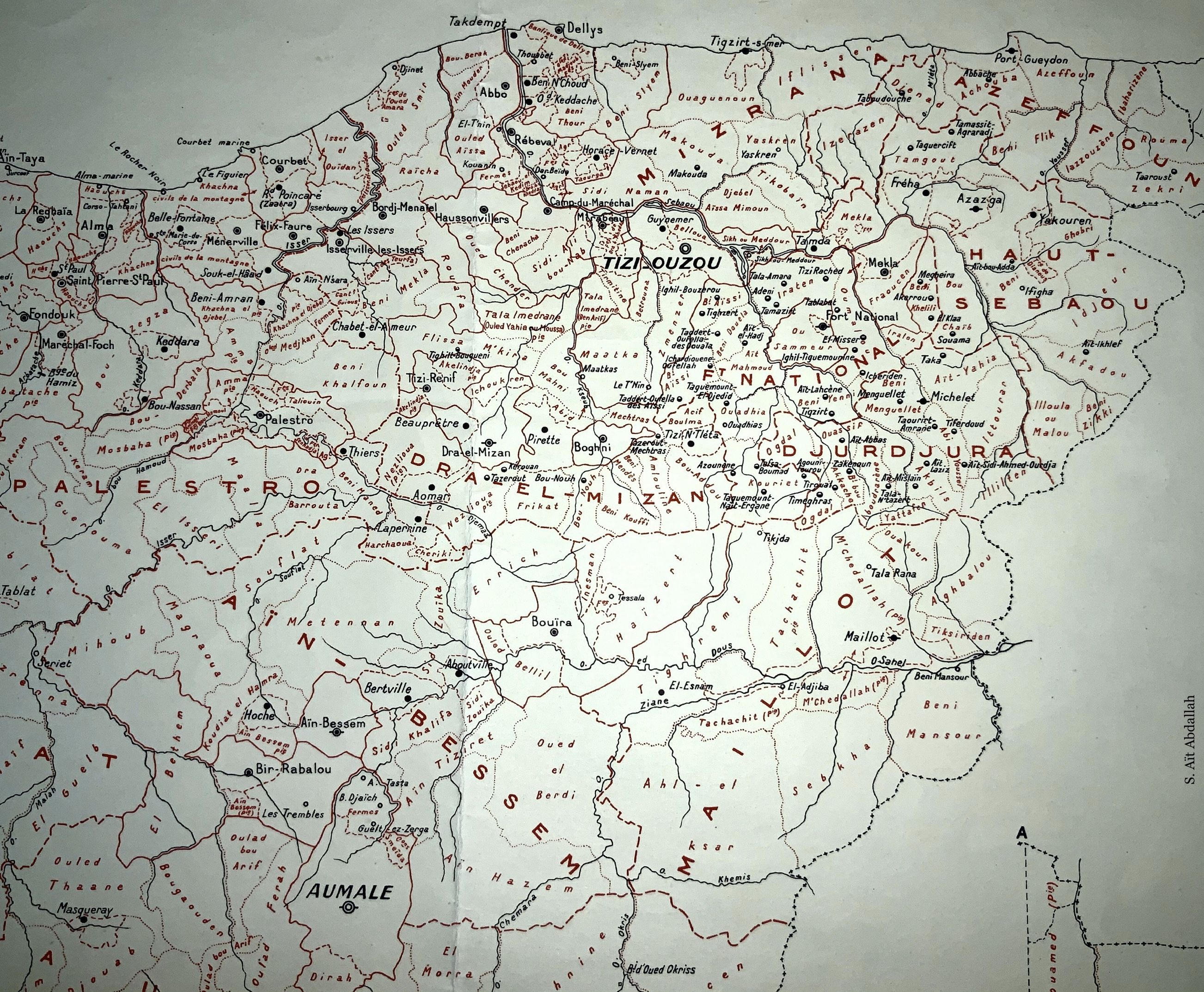
منطقة القبائل
الخريطة التاريخية لبلاد زواوة
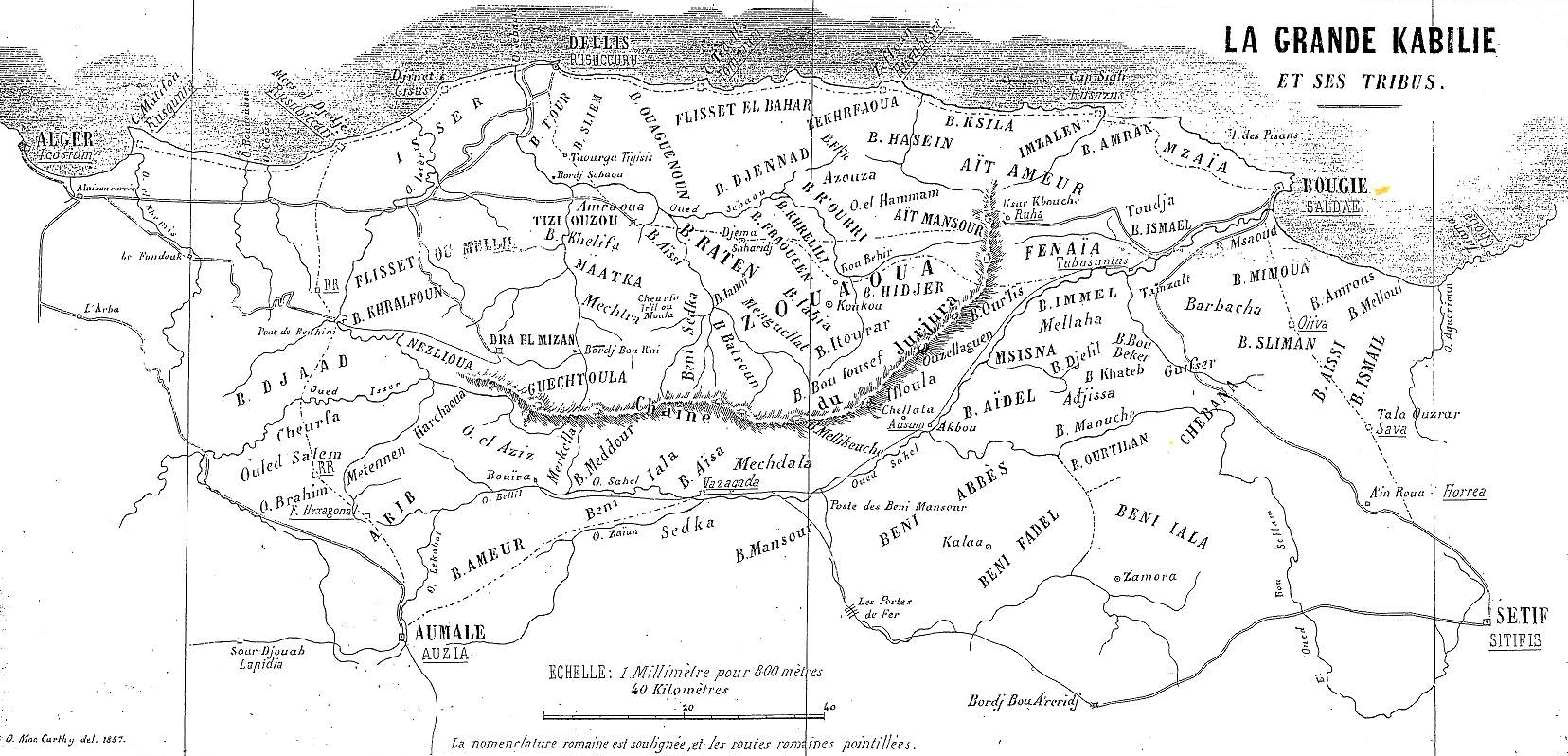
خريطة منطقة القبائل سنة 1857م

## أعلام الزاوية
- أحمد بن يوسف الملياني.[16]
- إبراهيم الزرهوني.[17]
- عبد العزيز القسنطيني.[18]

### مواضيع ذات صلة
- المرجعية الدينية الجزائرية
- وزارة الشؤون الدينية الجزائرية
- مديرية الشؤون الدينية والأوقاف لولاية بجاية
- الحزب الراتب: الحزاب - الباش حزاب - السلكة - الشيخ - المريد - الورد - الوارد
- الزوايا في الجزائر
- وظيفة سيدي يحي العيدلي
- زاوية سيدي بوسحاقي الزواوي
- زاوية سيدي يحي العيدلي
- الطريقة الرحمانية
- الاتحاد الوطني للزوايا الجزائرية
- أكاديمية التربية الصوفية
- رابطة علماء وأئمة ودعاة الساحل
- الاتحاد العالمي للطرق الصوفية
- زاوية سيدي أمحمد بن عبد الرحمن الأزهري
- محمد بن عبد الرحمن الأزهري
- طريقة صوفية
- صوفية
- تاريخ التصوف
- ولاية بجاية
- دائرة شميني
- بلدية سوق أوفلة
- يحي العيدلي
- محمد بن أبي القاسم الهاملي

### فايسبوك
- زاوية سيدي أحمد زروق البرنسي  على فيسبوك.

### فيديوهات
- تعريف بالفقيه سيدي أحمد زروق البرنسي على يوتيوب
- أعلام المربين: الفقيه سيدي أحمد زروق البرنسي على يوتيوب
- في موكب العارفين: الفقيه سيدي أحمد زروق البرنسي على يوتيوب
- محتسب العلماء و الأولياء: الفقيه سيدي أحمد زروق البرنسي على يوتيوب
- زاوية سيدي يحيى العدلي: معلم تاريخي إسلامي صامد في بجاية على يوتيوب
- تعريف بزاوية الهامل على يوتيوب
- تعريف بسيدي أمحمد بن عبد الرحمن الأزهري الزواوي على يوتيوب

### وصلات خارجية
- الموقع الرسمي لوزارة الشؤون الدينية والأوقاف الجزائرية